# Barcasági-hegyek
A Barcasági-hegyek vagy Brassói-hegyek (románul Munții Bârsei) Erdély keleti részén, Brassó megyében helyezkednek el. A hegységet a Nagykőhavas (Masivul Piatra Mare, 1843 m) és a Keresztényhavas (Masivul Postăvarul, 1799 m) alkotja. Határai északon és nyugaton a Brassói-medence, délnyugaton a Bucsecs-hegység, délen a Baj-hegység, délkeleten a Csukás-hegység.